# Municipio de Covert (Kansas)
El municipio de Covert (en inglés: Covert Township) es un municipio ubicado en el condado de Osborne en el estado estadounidense de Kansas. En el año 2010 tenía una población de 8 habitantes y una densidad poblacional de 0,09 personas por km².

## Geografía
El municipio de Covert se encuentra ubicado en las coordenadas 39°17′15″N 98°45′13″O / 39.28750, -98.75361. Según la Oficina del Censo de los Estados Unidos, el municipio tiene una superficie total de 93.01 km², de la cual 92,85 km² corresponden a tierra firme y (0,18 %) 0,16 km² es agua.

## Demografía
Según el censo de 2010, había 8 personas residiendo en el municipio de Covert. La densidad de población era de 0,09 hab./km². De los 8 habitantes, el municipio de Covert estaba compuesto por el 100 % blancos. Del total de la población el 0 % eran hispanos o latinos de cualquier raza.